# Karl August Geiger
Karl August Geiger (* 3. Februar 1863; † 24. Dezember 1937) war ein Professor des Kanonischen Rechts und der Philosophie an der Philosophisch-theologischen Hochschule Dillingen.  
Geiger studierte Theologie in München und wurde 1885 zum Priester geweiht. 1886 wurde er zum Dr. theol. promoviert und darauf Stadtkaplan in Augsburg. 1888 wurde er Hofkurat im Schloss Nymphenburg und 1902 Professor des Kirchenrechts und der Philosophie in Dillingen an der Donau. Er war Bischöflicher Geistlicher Rat. Im November 1933 unterzeichnete er das Bekenntnis der deutschen Professoren zu Adolf Hitler.
Seine frühe Studie zum Selbstmord in der Antike wurde immer wieder aufgegriffen. Sie war aus einer Preisfrage der Theologischen Fakultät hervorgegangen, wie die stoische Haltung zum Selbstmord aus christlicher Sicht zu beurteilen sei.

## Schriften
- Der Selbstmord im Klassischen Altertum: Historisch-Kritische Abhandlung. 1888. Reprint 2010.
- Das bayerische Konkordat vom 5. Juni 1817. Manz, Regensburg 1918.
- Handbuch für die gesamte Pfarramtsverwaltung im Königreiche Bayern. Zehnte Auflage der Anleitung zum geistlichen Geschäftstil. Mehrteilig. Regensburg 1910.
- Artikel Selbstmord. In: Handwörterbuch des deutschen Aberglaubens. 7, Berlin 1935/1936, Sp. 1627–1633.